# Boston Bruins
O Boston Bruins é uma equipe profissional de hóquei no gelo baseada em Boston. Os Bruins competem na National Hockey League (NHL) como membros da Divisão Atlântica na Conferência Leste. A equipe existe desde 1924, sendo a terceira equipe mais antiga em atividade na NHL e a mais antiga nos Estados Unidos.
Os Bruins são uma das equipes "Original Six" da NHL, junto com o Detroit Red Wings, Chicago Blackhawks, Montreal Canadiens, New York Rangers e Toronto Maple Leafs. Eles ganharam seis títulos da Stanley Cup, empatados como a quarta equipe com mais títulos, junto com os Blackhawks (atrás dos Canadiens, Maple Leafs e Red Wings, com 24, 13 e 11, respectivamente), e empatados como a segunda equipe com mais títulos da NHL sediada nos Estados Unidos. Os Bruins também ganharam quatro vezes o Troféu dos Presidentes, com a vitória mais recente sendo na temporada de 2022–23, quando alcançaram 135 pontos—o maior número em uma temporada na história da NHL.
A primeira instalação a hospedar os Bruins foi a Boston Arena (agora conhecida como Matthews Arena), a instalação de hóquei no gelo indoor mais antiga do mundo (construída entre 1909 e 1910) ainda em uso para o esporte em qualquer nível de competição. Após a saída dos Bruins da Boston Arena, a equipe jogou suas partidas em casa no Boston Garden por 67 temporadas, começando em 1928 e concluindo em 1995, quando se mudaram para o TD Garden.

## História

### Primeiros anos (1924–1942)
Em 1924, a NHL decidiu expandir-se para os Estados Unidos. No ano anterior, em 1923, o promotor esportivo Thomas Duggan recebeu opções sobre três franquias da NHL para os Estados Unidos e vendeu uma delas ao magnata dos supermercados de Boston, Charles Adams. A equipe foi uma das primeiras equipes de expansão da NHL e a primeira equipe da NHL a ser baseada nos Estados Unidos. O primeiro ato de Adams como proprietário foi contratar Art Ross, um ex-jogador, como gerente geral.
Ross escolheu "Bruins" como apelido para a equipe, um nome usado para urso-pardo em contos folclóricos clássicos. O apelido da equipe também combinava com as cores originais do uniforme, marrom e amarelo, que vinham da rede de supermercados de Adams, a Finast.

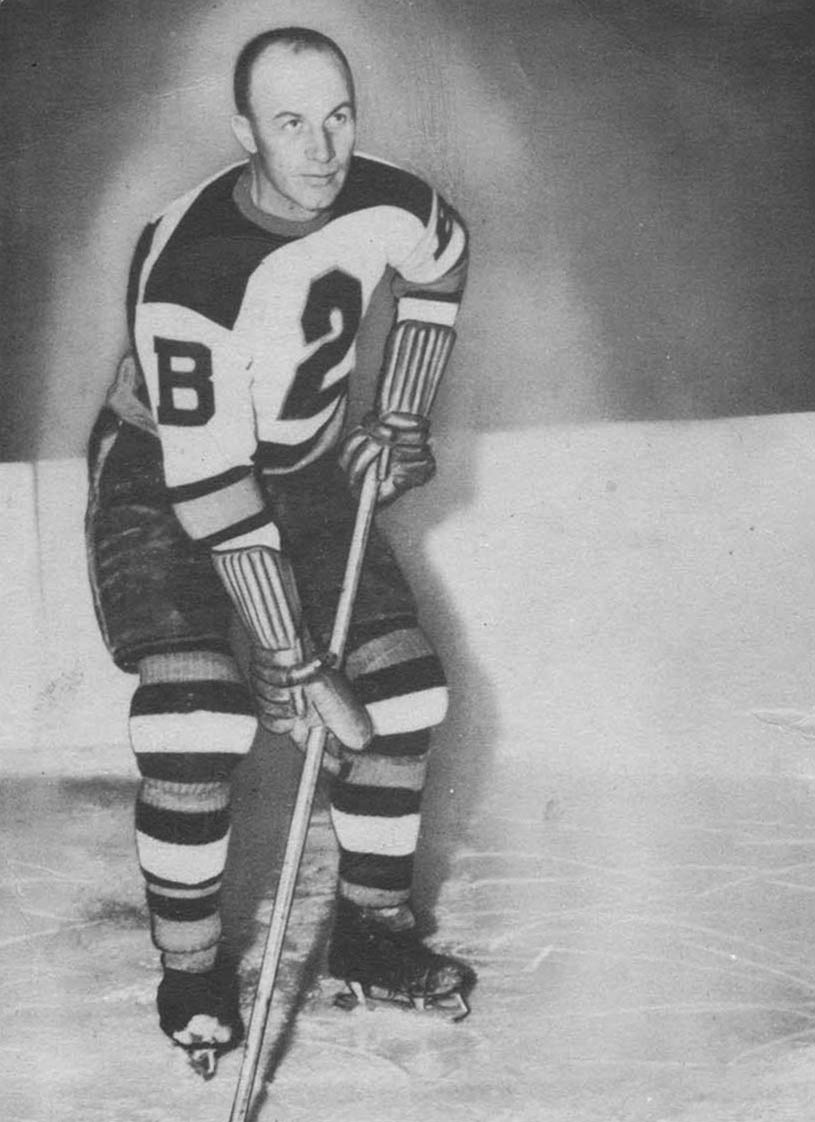
Eddie Shore como um membro dos Bruins.

Em 1º de dezembro de 1924, os Bruins venceram o primeiro jogo da NHL disputado nos Estados Unidos, recebendo o Montreal Maroons na Boston Arena, com Smokey Harris marcando o primeiro gol dos Bruins, impulsionando a equipe para uma vitória por 2–1. Esse seria um dos poucos pontos altos da temporada, já que os Bruins perderam os próximos 11 jogos e só conseguiram um recorde de 6–24–0, terminando em último lugar em sua primeira temporada. Os Bruins jogaram mais três temporadas na Arena, após as quais se tornaram o principal locatário do Boston Garden.
Os Bruins melhoraram em sua segunda temporada, alcançando um recorde vencedor de 17–15–4, o que originalmente detinha o recorde de maior melhoria em uma única temporada na história da NHL, e agora é o terceiro maior. No entanto, eles perderam a terceira e última vaga nos playoffs por um ponto para o time de expansão Pittsburgh Pirates.
Em sua terceira temporada, Ross aproveitou o colapso da Western Hockey League (WHL) para comprar várias estrelas da liga, incluindo a primeira grande estrela da equipe, o defensor Eddie Shore. Com os Bruins, ele se tornaria um dos maiores jogadores da história da NHL. Boston se classificou para os então ampliados playoffs com uma margem confortável. Em sua primeira participação nos playoffs, os Bruins chegaram às finais da Stanley Cup, onde perderam para o Ottawa Senators, na primeira final da Stanley Cup disputada exclusivamente entre equipes da NHL. No jogo que deu a vitória da copa aos Senators, o jogador dos Bruins, Billy Coutu, atacou o árbitro, ganhando uma suspensão vitalícia da NHL, a única na história da liga.
A temporada de 1928-29 foi a primeira disputada no Boston Garden. Em 1929, os Bruins derrotaram o New York Rangers para ganhar sua primeira Stanley Cup em dois jogos. Os jogadores de destaque na primeira equipe campeã incluíam Eddie Shore, Harry Oliver, Dit Clapper, Dutch Gainor e o goleiro Tiny Thompson.
Na temporada seguinte, 1929-30, os Bruins registraram o melhor percentual de vitórias na temporada regular da história da NHL (87.5%, um recorde que ainda permanece) com um recorde de 38-5-1 e quebraram vários recordes de pontuação, mas perderam para o Montreal Canadiens nas finais da Stanley Cup.

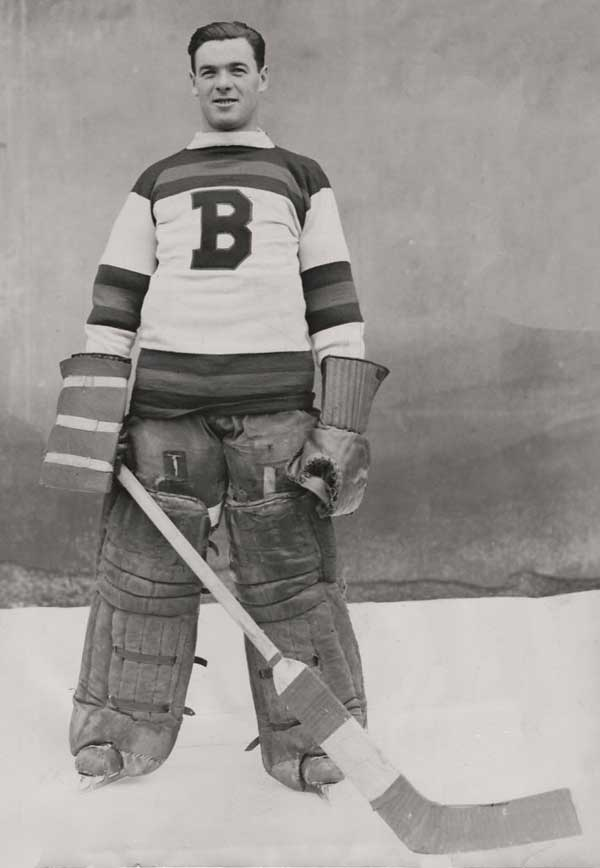
Tiny Thompson foi o goleiro dos Bruins de 1928 a 1938. Ele ajudou a equipe a conquistar sua primeira Stanley Cup em 1929.

Os Bruins dos anos 1930 incluíam Shore, Thompson, Clapper, Babe Siebert e Cooney Weiland. A equipe liderou a liga cinco vezes na década. Em 1939, a equipe conquistou sua segunda Stanley Cup. Naquele ano, Thompson foi trocado pelo novato goleiro Frank Brimsek. Ele teve uma temporada premiada, conquistando os troféus Vezina e Calder, tornando-se o primeiro novato nomeado para o All-Star Game da NHL, e ganhando o apelido de "Mr. Zero". A equipe que patinava à frente de Brimsek incluía Bill Cowley, Shore, Clapper e "Sudden Death" Mel Hill (que marcou três gols na prorrogação em uma série de playoffs), juntamente com a linha "Kraut" formada pelo centro Milt Schmidt, o ala direito Bobby Bauer e o ala esquerdo Woody Dumart.
Em 1941, os Bruins conquistaram sua terceira Stanley Cup após perder apenas oito jogos e terminar em primeiro na temporada regular. Foi a última Stanley Cup deles por 29 anos. A Segunda Guerra Mundial afetou os Bruins mais do que a maioria das equipes; Brimsek e os "Krauts" se alistaram na Royal Canadian Air Force após o título de 1941 e perderam os anos mais produtivos de suas carreiras durante a guerra.

### Original Six (1942–1967)
Até 1942, a NHL foi reduzida, pelos próximos 25 anos, às seis equipes que seriam chamadas de "Original Six".
Em 1944, Herb Cain dos Bruins estabeleceu o então recorde da NHL de pontos em uma temporada com 82. No entanto, os Bruins não se classificaram para os playoffs naquela temporada.
As estrelas retornaram da Segunda Guerra Mundial para a temporada de 1945-46, e Dit Clapper liderou a equipe de volta às finais da Stanley Cup como jogador-treinador. Ele se aposentou como jogador após a temporada seguinte, tornando-se o primeiro jogador a jogar vinte temporadas na NHL. Brimsek mostrou não ser tão bom quanto antes da guerra, e após 1946 os Bruins perderam na primeira rodada dos playoffs por três anos consecutivos. Depois que Brimsek foi negociado com os Blackhawks, o único jogador jovem de qualidade restante era o atacante Johnny Peirson.
Durante a temporada de 1948-49, a forma original do logo "spoked-B" dos Bruins apareceu em seus uniformes domésticos, com um pequeno número "24" à esquerda do B maiúsculo, significando o ano no século 20 em que a equipe dos Bruins jogou pela primeira vez, e um pequeno "49" à direita do B. Na temporada seguinte, o logo foi modificado para a forma básica do "spoked-B" que seria utilizada dali em diante.

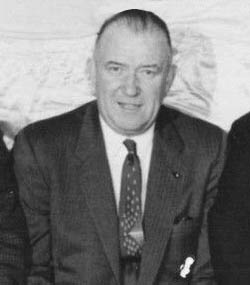
Em 1951, Walter Brown comprou o Boston Bruins de Weston Adams.

A década de 1950 começou com Weston Adams, filho de Charles Adams, enfrentando dificuldades financeiras. Ele foi obrigado a aceitar uma oferta de compra de Walter Brown, proprietário do Boston Celtics e do Boston Garden, em 1951. Apesar de alguns momentos de sucesso (como alcançar as finais da Stanley Cup em 1953, 1957 e 1958, perdendo para o Montreal Canadiens em todas as ocasiões), os Bruins conseguiram apenas quatro temporadas vitoriosas entre 1947 e 1967. Eles ficaram fora dos playoffs por oito anos consecutivos entre 1960 e 1967.
Em 18 de janeiro de 1958, o primeiro jogador negro da NHL, Willie O'Ree, pisou no gelo pelos Bruins. Ele jogou em 45 partidas pelos Bruins durante as temporadas de 1957-58 e 1960-61. A "Uke Line" — nomeada pela herança ucraniana de Johnny Bucyk, Vic Stasiuk e Bronco Horvath — chegou a Boston em 1957 e desfrutou de quatro temporadas produtivas no ataque, anunciando, junto com os goleadores Don McKenney e Fleming MacKell, a era de sucesso do final dos anos 1950. Seguiu-se um período longo e difícil de reconstrução no início e meados da década de 1960.

### Expansão e Big Bad Bruins (1967–1979)
Weston Adams readquiriu os Bruins em 1964 após a morte de Walter A. Brown. Adams contratou o futuro superastro defensor Bobby Orr, que entrou na liga em 1966. Orr foi o vencedor do Troféu Memorial Calder naquela temporada como Novato do Ano e foi nomeado para o Segundo Time All-Star da NHL. Apesar da temporada de estreia brilhante de Orr, os Bruins não se classificaram para os playoffs.
Na temporada seguinte, Boston se classificou para os playoffs pela primeira vez em 29 temporadas consecutivas, um recorde absoluto. Os Bruins então adquiriram os avançados Phil Esposito, Ken Hodge e Fred Stanfield em uma negociação celebrada como uma das mais desequilibradas na história do hóquei. Hodge e Stanfield se tornaram elementos-chave do sucesso dos Bruins, e Esposito, que liderava uma linha com Hodge e Wayne Cashman, tornou-se o principal artilheiro da liga e o primeiro jogador da NHL a ultrapassar a marca de 100 pontos, estabelecendo muitos recordes de gols e pontos. Com outras estrelas como os avançados Bucyk, John McKenzie, Derek Sanderson e Hodge, defensores como Dallas Smith e o goleiro Gerry Cheevers, os "Big Bad Bruins" se tornaram uma das principais equipes da liga do final dos anos 1960 até os anos 1980.
Em 1970, uma seca de 29 anos sem a Stanley Cup chegou ao fim em Boston, quando os Bruins derrotaram o St. Louis Blues em quatro jogos na final. Orr marcou o gol da vitória na prorrogação para garantir a Stanley Cup. Na mesma temporada, Orr recebeu vários prêmios — o terceiro de oito anos consecutivos em que ganhou o Troféu Memorial James Norris como melhor defensor da NHL — e também conquistou o Troféu Art Ross, o Troféu Conn Smythe e o Troféu Hart Memorial, sendo o único jogador a ganhar quatro prêmios principais na mesma temporada.
Enquanto o treinador Harry Sinden se aposentava temporariamente do hóquei no gelo antes da temporada de 1970-71 para entrar nos negócios (sendo substituído pelo ex-defensor dos Bruins e Canadiens, Tom Johnson), os Bruins estabeleceram dezenas de recordes de pontuação ofensiva: eles tiveram sete dos dez melhores pontuadores da liga — um feito não alcançado antes ou desde então — e estabeleceram o recorde de vitórias em uma temporada. Em uma liga que nunca havia visto um pontuador de 100 pontos antes da temporada de 1968-69, os Bruins tiveram quatro naquele ano. Todos os quatro (Orr, Esposito, Bucyk e Hodge) foram nomeados para o Primeiro Time All-Star. Boston era o favorito para ser campeão da Stanley Cup, mas perdeu para os Canadiens (e o goleiro novato Ken Dryden) em sete jogos.
Na temporada seguinte, os Bruins não foram tão dominantes, mas Esposito e Orr novamente ocuparam as duas primeiras posições na classificação de pontos e Boston recuperou a Stanley Cup ao derrotar o New York Rangers em seis jogos nas finais.
Na temporada de 1972-73, os Bruins passaram por grandes mudanças. O ex-treinador Harry Sinden tornou-se o gerente geral. Jogadores dos Bruins como Gerry Cheevers, Derek Sanderson, Johnny McKenzie e Ted Green saíram para se juntar à World Hockey Association. O treinador Tom Johnson foi demitido após 52 jogos na temporada e substituído por Bep Guidolin. A família Adams, que havia sido proprietária da equipe desde sua fundação na década de 1920, vendeu-a para Storer Broadcasting. A temporada dos Bruins terminou prematuramente com uma derrota na primeira rodada para os Rangers nos playoffs. Em 1974, os Bruins recuperaram sua posição de primeiro lugar na temporada regular, com três jogadores com mais de 100 pontos na equipe (Esposito, Orr e Hodge). No entanto, eles perderam a Final da Stanley Cup de 1974 de forma surpreendente para o Philadelphia Flyers.

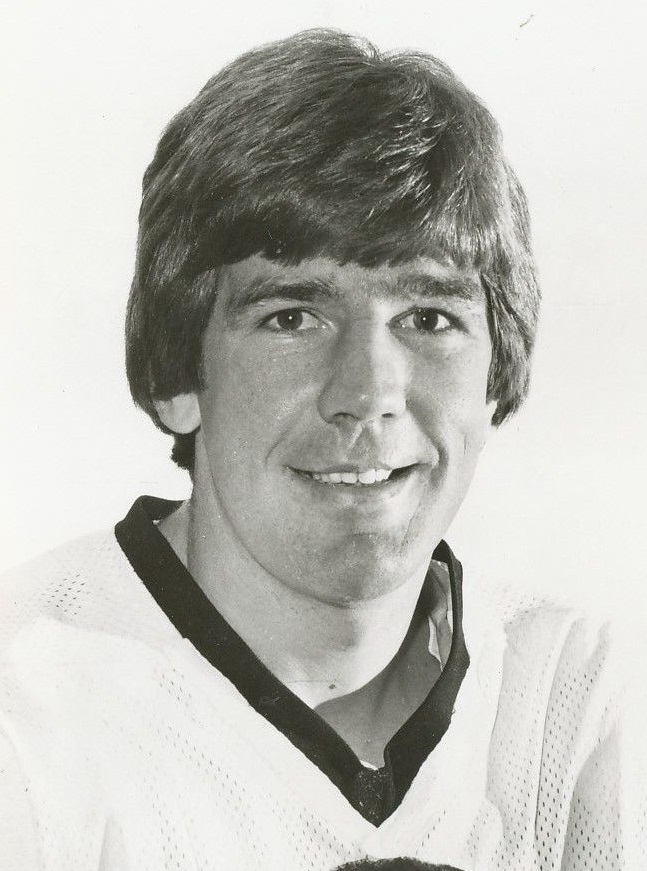
Terry O'Reilly foi selecionado pelos Bruins como a 14º escolha geral no draft de 1971. Ele jogou toda sua carreira com os Bruins de 1971 a 1985.

Na temporada de 1974-75, Don Cherry assumiu o comando como novo treinador dos Bruins. A equipe se reforçou com jogadores físicos e trabalhadores incansáveis, e permaneceu competitiva sob a liderança de Cherry, o chamado "Lunch Pail A.C.", com jogadores como Gregg Sheppard, Terry O'Reilly, Stan Jonathan e Peter McNab. Esta também seria a última temporada completa de Orr na liga, antes que seus problemas no joelho se agravassem, além de ser a última vez que Orr e Esposito terminariam em primeiro e segundo lugar na pontuação da temporada regular. Os Bruins terminaram em segundo na Divisão e perderam para o Chicago Black Hawks na primeira rodada dos playoffs de 1975, perdendo uma série melhor de três jogos por dois a um.
Continuando com a reconstrução da equipe por parte de Sinden, os Bruins trocaram Esposito e Carol Vadnais por Brad Park, Jean Ratelle e Joe Zanussi dos Rangers. Os Bruins chegaram às semifinais novamente, perdendo para os Flyers, antes de perder Orr como agente livre para o Chicago na entressafra.
O goleiro Gerry Cheevers retornou em 1977, e os Bruins passaram pelos Flyers nas semifinais, mas foram varridos pelo Montreal Canadiens nas Finais da Stanley Cup. A história se repetiu em 1978, com um ataque equilibrado que viu Boston ter 11 jogadores com temporada de 20+ gols, ainda recorde na NHL, enquanto os Bruins chegaram às Finais mais uma vez, mas perderam em seis jogos para Montreal. Após essa série, John Bucyk se aposentou, detendo praticamente todos os recordes de longevidade e pontuação da carreira dos Bruins até então.
A série semifinal de 1979 contra os Canadiens provou ser o desfazer do treinador Don Cherry. No jogo decisivo, os Bruins, liderando por um gol, foram penalizados por terem muitos jogadores no gelo no final do terceiro período. Montreal empatou o jogo no power play subsequente e venceu na prorrogação. Cherry foi demitido como treinador principal logo depois.

### Era Ray Bourque (1979–2000)
A temporada de 1979-80 viu um novo treinador principal, Fred Creighton, e também incluiu a troca do goleiro Ron Grahame para o Los Angeles Kings por uma escolha de primeira rodada, que foi usada para selecionar Ray Bourque, um dos maiores defensores de todos os tempos e o rosto dos Bruins por mais de duas décadas. Os Bruins chegaram aos playoffs todos os anos durante os anos 1980, liderados por astros como Brad Park, Bourque e Rick Middleton, e tiveram o melhor recorde da liga na temporada de 1982-83, com 110 pontos, graças a uma temporada premiada com o Troféu Vezina de Pete Peeters, mas não conseguiram chegar às finais.

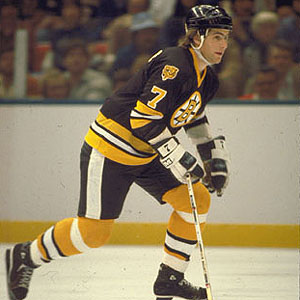
Ray Bourque, mostrado em 1981 antes de mudar para seu familiar número 77, liderou os Bruins a duas aparições nas finais da Stanley Cup em 1988 e 1990.

Bourque, Cam Neely e Keith Crowder levaram os Bruins a outra aparição nas finais da Stanley Cup em 1988 contra o Edmonton Oilers. Os Bruins perderam em uma varrida de quatro jogos. Boston voltou às finais da Stanley Cup em 1990 (com Neely, Bourque, Craig Janney, Bobby Carpenter e o novato Don Sweeney, além dos goleiros Andy Moog e Reggie Lemelin, que dividiram as responsabilidades no gol), mas novamente perderam para os Oilers, desta vez em cinco jogos.
Em 1991 e 1992, os Bruins sofreram duas derrotas consecutivas nas Finais da Conferência para o eventual campeão da Stanley Cup, o Pittsburgh Penguins. A partir da temporada de 1992-93, os Bruins não passaram da segunda rodada dos playoffs até conquistarem a Stanley Cup após a temporada de 2011.
Na temporada de 1992-93, houve uma grande decepção. Apesar de terminarem com o segundo melhor recorde da temporada regular, os Bruins foram varridos na primeira rodada pelo Buffalo Sabres.
A temporada de 1995 foi a última dos Bruins no Boston Garden. A última partida oficial jogada no Garden foi uma derrota por 3 a 0 para o New Jersey Devils nos playoffs de 1995; os Bruins então disputaram o último jogo na antiga arena em 28 de setembro de 1995, em um jogo de exibição contra os Canadiens. Posteriormente, mudaram-se para o FleetCenter, agora conhecido como TD Garden.
Em 1997, Boston não se classificou para os playoffs pela primeira vez em 30 anos (e pela primeira vez na era de expansão), quebrando o recorde norte-americano de mais temporadas consecutivas nos playoffs entre as principais ligas esportivas profissionais. Os Bruins perderam na primeira rodada dos playoffs de 1998 para o Washington Capitals em seis jogos. Em 1999, os Bruins derrotaram o Carolina Hurricanes em seis jogos na primeira rodada dos playoffs. No entanto, perderam para os Sabres em seis jogos na segunda rodada dos playoffs.

### O novo milênio (2000–2015)
Na temporada de 1999–2000, os Bruins terminaram em último lugar na Divisão Nordeste e não se classificaram para os playoffs. Durante um jogo contra o Vancouver Canucks em 21 de fevereiro de 2000, Marty McSorley foi expulso por usar o seu taco para acertar Donald Brashear, dos Canucks, na cabeça, resultando em uma suspensão que encerrou sua carreira.
Após um início medíocre na temporada de 2000-01, os Bruins demitiram o treinador Pat Burns e contrataram Mike Keenan. Apesar de uma melhoria de 15 pontos, os Bruins perderam os playoffs e Keenan foi dispensado. Na temporada seguinte, 2001-02, os Bruins conquistaram seu primeiro título da Divisão Nordeste desde 1993, com uma equipe centralizada em Joe Thornton, Sergei Samsonov, Brian Rolston, Bill Guerin, Mike Knuble e Glen Murray. Eles perderam em seis jogos para o Montreal Canadiens na primeira rodada dos playoffs.
Na temporada de 2002-03, os Bruins terminaram em sétimo lugar na Conferência Leste, mas perderam para o eventual campeão da Stanley Cup, New Jersey Devils, em cinco jogos. Em 2003-04, os Bruins conquistaram outro título de divisão e pareciam estar superando a primeira rodada pela primeira vez em cinco anos, com uma vantagem de 3-1 na série contra os Canadiens. No entanto, os Canadiens se recuperaram para vencer três jogos consecutivos, eliminando os Bruins.

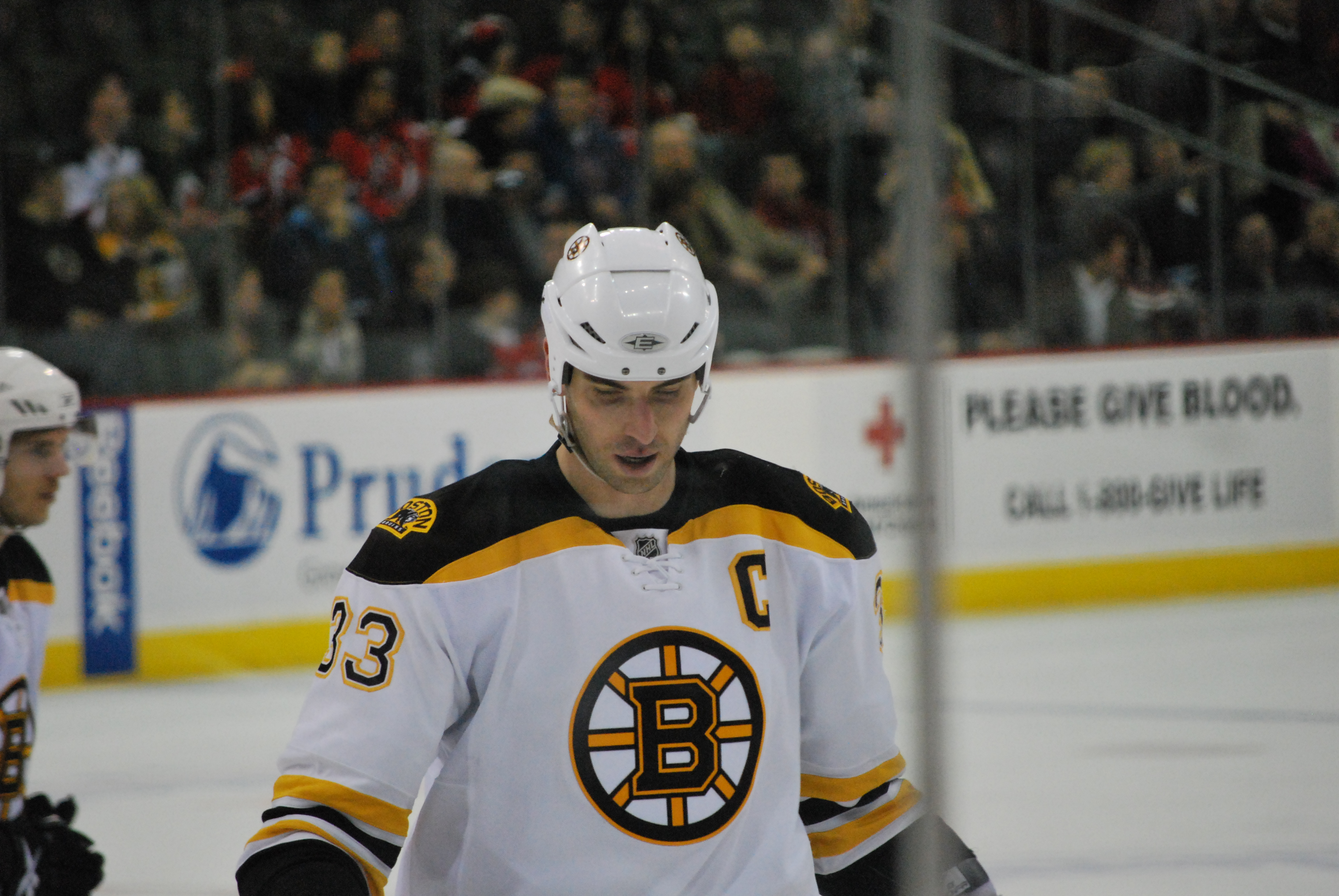
Os Bruins adquiriram Zdeno Chara em 1º de julho de 2006, nomeando-o o novo capitão da equipe.

A temporada de 2004-05 foi reduzida devido a uma greve e a diretoria dos Bruins optou por contratar veteranos em vez de agentes livres mais jovens. O gerente geral Mike O'Connell foi demitido em março e a equipe perdeu os playoffs pela primeira vez em cinco anos. Peter Chiarelli foi contratado como novo gerente geral da equipe. O treinador Mike Sullivan foi demitido e Dave Lewis, ex-treinador do Detroit Red Wings, foi contratado para substituí-lo. Os Bruins contrataram o astro Zdeno Chara. A temporada de 2006-07 terminou com a equipe terminando em último lugar na divisão. Após a temporada decepcionante, Lewis foi demitido como treinador e substituído por Claude Julien.
A temporada de 2007-08 viu os Bruins terminarem com um recorde de 41-29-12 e se classificarem para os playoffs. Apesar de Patrice Bergeron ter ficado lesionado com uma concussão na maior parte da temporada, os jovens Milan Lucic, David Krejci e Vladimir Sobotka mostraram promessa nos playoffs.
Depois de um início lento na temporada de 2008-09, os Bruins tiveram o melhor recorde na Conferência Leste e se classificaram para os playoffs pela quinta vez em nove anos, enfrentando os Canadiens nos playoffs pela quarta vez durante esse período, derrotando-os em quatro jogos antes de perderem em sete jogos para o Carolina Hurricanes nas semifinais da conferência.
Em 1º de janeiro de 2010, os Bruins venceram o NHL Winter Classic de 2010 sobre o Philadelphia Flyers por 2 a 1 na prorrogação, realizado no Fenway Park, tornando-se assim o primeiro time da casa a vencer. Eles terminaram em sexto lugar na Conferência Leste e avançaram para os playoffs, enfrentando o Buffalo Sabres na primeira rodada, que venceram por 4 a 2. Boston se tornou apenas o terceiro time na história da NHL a perder uma série de playoffs depois de liderar por 3 a 0, quando perderam no Jogo 7 para o Philadelphia Flyers.

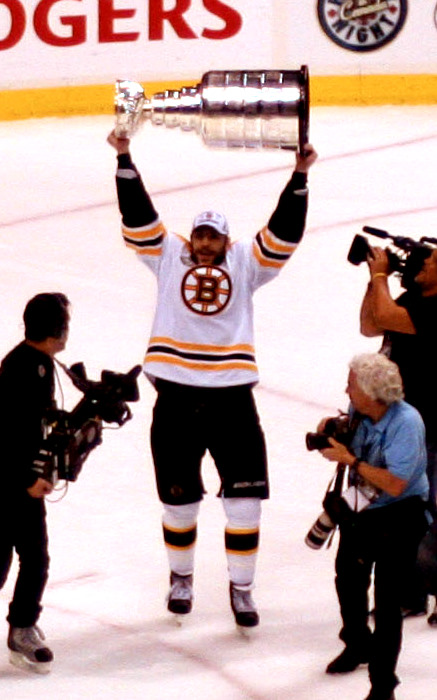
Milan Lucic com a Stanley Cup depois que os Bruins derrotaram o Vancouver Canucks no Jogo 7 das Finais da Stanley Cup de 2011.

Nos playoffs de 2011, os Bruins eliminaram o Montreal Canadiens em sete jogos na primeira rodada. Em 6 de maio, a equipe varreu o Philadelphia Flyers em quatro jogos para avançar para as finais da Conferência Leste pela primeira vez desde 1992. Boston então derrotou o Tampa Bay Lightning em sete jogos e avançou para as finais da Stanley Cup pela primeira vez desde 1990, enfrentando o Vancouver Canucks e vencendo em sete jogos para conquistar a primeira Stanley Cup da equipe desde 1972. Os Bruins de 2010-11 foram o primeiro time na história da NHL a vencer um Jogo 7 três vezes na mesma série de playoffs.
Após a vitória na Stanley Cup, os Bruins perderam Mark Recchi para a aposentadoria e Michael Ryder e Tomas Kaberle na agência livre. A equipe terminou em segundo lugar na Conferência Leste com 102 pontos, conquistando o título da Divisão Nordeste, mas perderam para o Washington Capitals na primeira rodada dos playoffs de 2012 em sete jogos.

Os Bruins disputaram a liderança da Divisão Nordeste com o Montreal Canadiens ao longo da temporada de 2012-13, mas uma derrota para o Ottawa Senators em um jogo adiado após o Atentado à Maratona de Boston em 28 de abril deu o título da divisão aos Canadiens. Na primeira rodada dos playoffs, os Bruins enfrentaram o Toronto Maple Leafs, vencendo em sete jogos. Eles seguiram vencendo o New York Rangers em cinco jogos e o Pittsburgh Penguins em uma varrida de quatro jogos para avançar para as Finais da Stanley Cup contra o Chicago Blackhawks, perdendo em seis jogos, com três indo para a prorrogação.

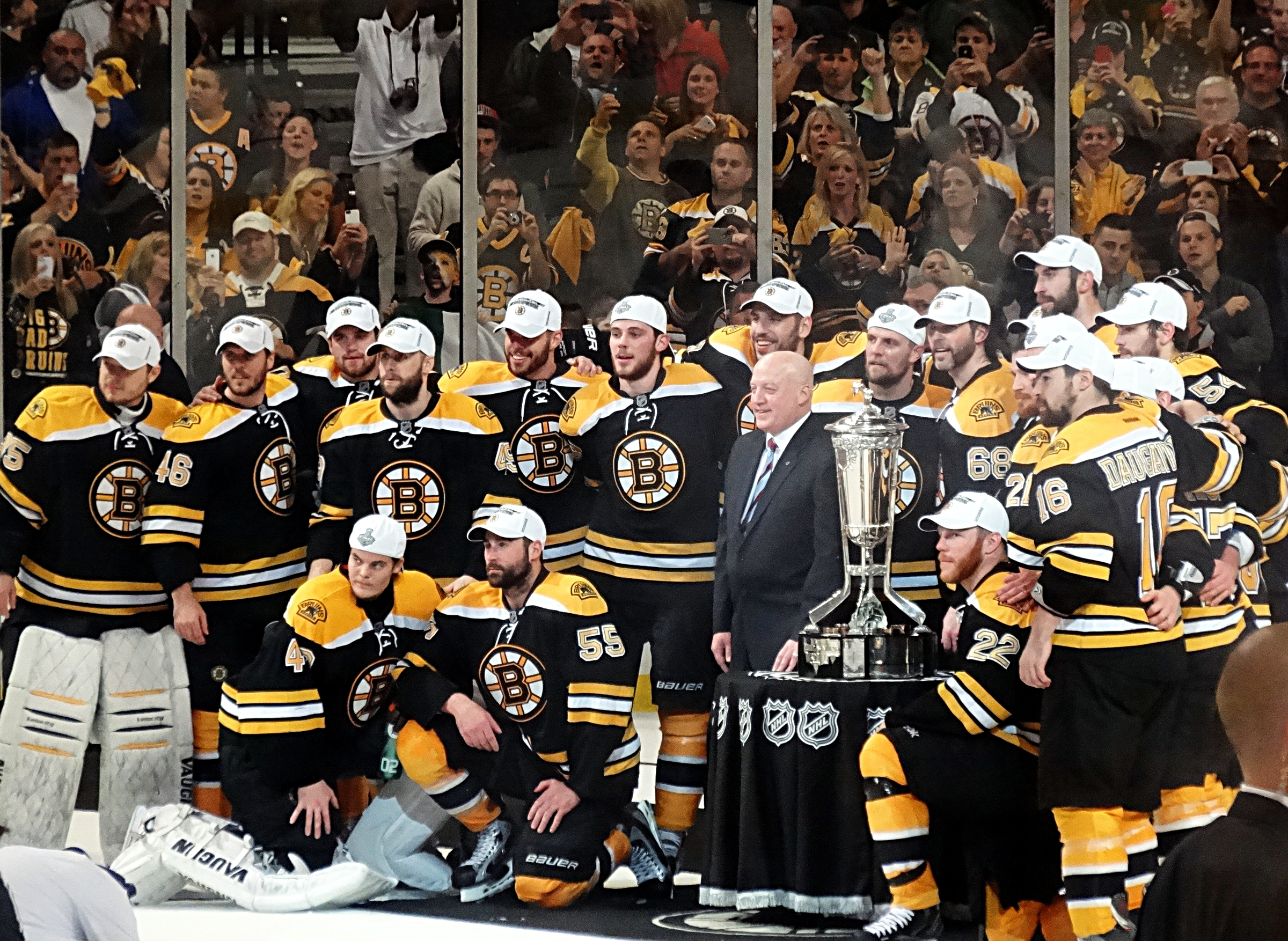
Os Bruins foram os campeões da Conferência Leste de 2013, seu segundo título de conferência em três anos.

Na temporada de 2013–14, os Bruins conquistaram o Troféu dos Presidentes após terminarem em primeiro lugar na recém-formada Divisão do Atlântico com um recorde de 54-19-9, totalizando 117 pontos. No entanto, o sucesso na temporada regular não se traduziu em outra aparição nas Finais da Conferência Leste. Apesar de vencerem a série de primeira rodada contra o Detroit Red Wings, o time foi derrotado pelos Canadiens em sete jogos nas semifinais da Conferência Leste.
Na temporada de 2014-15, os Bruins terminaram com um recorde de 41-27-14, totalizando 96 pontos, ficando de fora dos playoffs por apenas dois pontos, depois que o Pittsburgh Penguins e o Ottawa Senators garantiram as duas últimas vagas nos playoffs na Conferência Leste. Os Bruins se tornaram apenas o terceiro time a não se classificar para os playoffs depois de terem conquistado o Troféu dos Presidentes na temporada anterior. Os 96 pontos que conquistaram nessa temporada quebraram o recorde de mais pontos conquistados por um time que não se classificou para os playoffs.

### Era Don Sweeney (2015–Presente)
Em 20 de maio de 2015, os Bruins nomearam o ex-jogador Don Sweeney como novo gerente geral da equipe para a temporada de 2015-16. Uma das recentes realizações históricas dos Bruins na temporada de 2015-16 é compartilhada apenas com seu maior rival, os Canadiens - alcançaram um total de 3.000 vitórias na existência da equipe, conquistada pelos Bruins em 8 de janeiro de 2016, em uma vitória por 4-1 contra o New Jersey Devils. A equipe foi vista como um concorrente aos playoffs durante a temporada regular. No entanto, um registro abaixo de 50% em casa e derrotas frequentes fora de casa nos dois últimos meses da temporada regular resultaram em uma batalha de três vias pela última vaga nos playoffs na Conferência Leste. Os Bruins tiveram a chance de garantir o último lugar nos playoffs com uma vitória sobre o Ottawa Senators no penúltimo dia da temporada, mas perderam o jogo e isso, combinado com uma vitória dos Flyers sobre os Penguins, os eliminou da disputa pelos playoffs. Pela primeira vez desde as duas temporadas após o lockout de 2004-05, os Bruins não se classificaram para os playoffs em duas temporadas consecutivas.

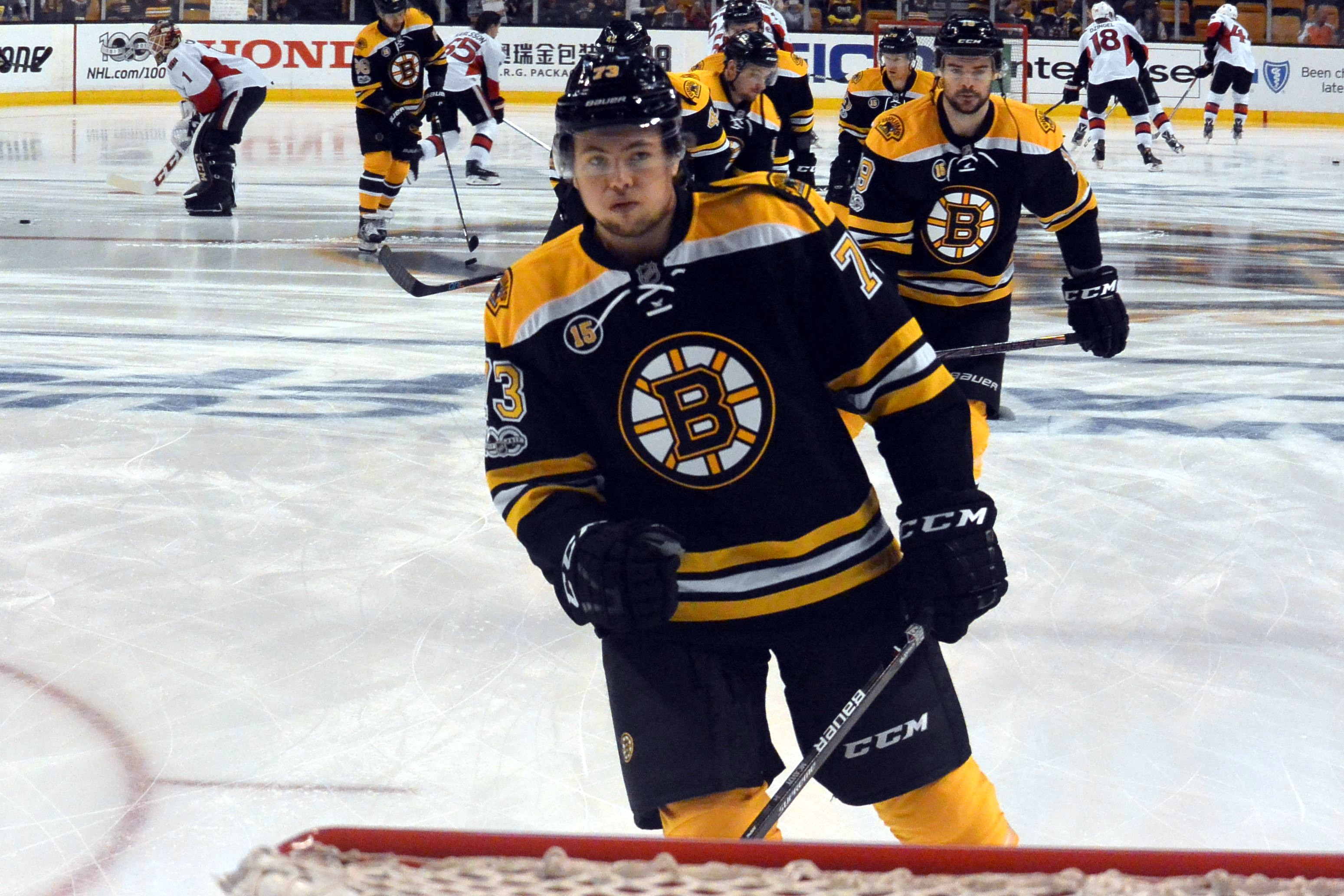
Charlie McAvoy e outros jogadores se aquecendo antes de um jogo nos playoffs da Stanley Cup de 2017. Os Bruins se classificaram para os playoffs da Stanley Cup pela primeira vez desde 2014.

Durante os últimos dois meses da temporada de 2016-17, os Bruins demitiram o treinador principal Claude Julien e promoveram Bruce Cassidy a treinador interino. As pequenas mudanças de Cassidy no estilo de jogo, enfatizando a velocidade e as habilidades de hóquei dos jogadores em comparação com Julien, resultaram em um recorde de 18-8-1 nos jogos restantes da temporada regular. Com isso, os Bruins terminaram em terceiro na Divisão do Atlântico e se classificaram para os playoffs pela primeira vez desde a temporada de 2013-14. Na primeira rodada dos playoffs, no entanto, os Bruins perderam para o Ottawa Senators em seis jogos.
Cassidy retornou como treinador principal para a temporada de 2017-18, levando os Bruins aos playoffs pelo segundo ano consecutivo. Eles tiveram um recorde de 50-20-12, incluindo uma sequência de pontos de 18 jogos, que durou de 14 de dezembro de 2017 a 25 de janeiro de 2018. Eles terminaram um ponto atrás do Tampa Bay Lightning pelo primeiro lugar na Divisão do Atlântico. Os Bruins derrotaram o Toronto Maple Leafs na primeira rodada por 4-3, mas acabaram perdendo para o Lightning na segunda rodada por 4-1. A temporada viu jovens jogadores se destacarem, incluindo Jake DeBrusk, Danton Heinen, Ryan Donato e Charlie McAvoy. Os Bruins também adquiriram veteranos como Rick Nash, Nick Holden, Brian Gionta e Tommy Wingels através de trocas ou contratações de agentes livres.
Durante a temporada de 2018-19, os Bruins terminaram a temporada regular em segundo lugar na divisão com um recorde geral de 49-24-9. Durante o prazo de trocas, a equipe adquiriu Charlie Coyle e Marcus Johansson. Na primeira rodada dos playoffs de 2019, assim como na temporada anterior, eles enfrentaram os Maple Leafs, derrotando-os em sete jogos. Em uma série de seis jogos, os Bruins derrotaram o Columbus Blue Jackets na segunda rodada e avançaram para as Finais da Conferência Leste pela primeira vez desde 2013. Os Bruins venceram as Finais da Conferência Leste varrendo o Carolina Hurricanes em quatro jogos, conquistando assim o Troféu Príncipe de Gales e avançando para as Finais da Stanley Cup de 2019 pela terceira vez em 10 anos. Eles enfrentaram o St. Louis Blues em uma revanche das Finais da Stanley Cup de 1970. Desta vez, no entanto, os Blues emergiram vitoriosos, vencendo em sete jogos.
Durante a temporada de 2019-20, os Bruins consistentemente tiveram o melhor recorde na Divisão do Atlântico e estavam perto do topo da liga. Durante o prazo de trocas, eles adquiriram Ondrej Kase e Nick Ritchie, ambos do Anaheim Ducks, em duas trocas separadas. Em 12 de março de 2020, a temporada da NHL foi pausada devido à pandemia de COVID-19. Na época da pausa, os Bruins estavam em primeiro lugar na liga, com 100 pontos. Em 26 de maio, o comissário Gary Bettman anunciou que a temporada foi concluída e que a liga retomaria com os playoffs. Os Bruins foram premiados com o Troféu dos Presidentes pela segunda vez na década, enquanto os 48 gols de David Pastrnak o tornaram o primeiro jogador dos Bruins a ganhar o Troféu Maurice "Rocket" Richard, que ele dividiu com Alexander Ovechkin. Durante os playoffs de 2020, a equipe venceu a primeira rodada contra o Carolina Hurricanes em cinco jogos, mas perderam para o Tampa Bay Lightning na segunda rodada, também em cinco jogos.
Na temporada de 2020-21, os Bruins se classificaram para os playoffs, onde derrotaram o Washington Capitals em cinco jogos, mas perderam para o New York Islanders em seis jogos. Na temporada seguinte, os Bruins garantiram vaga nos playoffs como a primeira equipe do wild card, mas foram derrotados pelos Hurricanes em sete jogos. Após a temporada, o técnico Bruce Cassidy foi demitido. Em seguida, eles contrataram Jim Montgomery, anteriormente treinador do Dallas Stars, como seu próximo técnico em 3 de julho de 2022.
Durante a temporada de 2022-23, os Bruins quebraram recordes da NHL e lideraram a Divisão do Atlântico durante toda a temporada. Primeiro, eles estabeleceram um recorde da NHL para a maior sequência de vitórias em casa desde o início de uma temporada (14), de 15 de outubro a 3 de dezembro. Em 2 de março de 2023, os Bruins registraram seu 100º ponto na temporada em seu 61º jogo, tornando-se o time mais rápido da história da NHL a alcançar 100 pontos, superando o recorde anteriormente mantido pelo Montreal Canadiens de 1976-77. Nove dias depois, eles estabeleceram um recorde histórico da NHL como o time mais rápido a alcançar 50 vitórias, alcançando a marca em 64 jogos, comparado ao recorde anterior de 66 jogos compartilhado pelo Detroit Red Wings de 1995-96 e pelo Tampa Bay Lightning de 2018-19. No mesmo jogo, os Bruins se tornaram o terceiro time mais rápido na história a garantir uma vaga nos playoffs durante a era das temporadas de 82 jogos, atrás apenas do Detroit Red Wings de 1995-96 (59 jogos) e do Dallas Stars de 1998-99 (63 jogos). Em 9 de abril de 2023, os Bruins estabeleceram o novo recorde de todos os tempos para mais jogos vencidos em uma temporada (63), quando derrotaram o Philadelphia Flyers. Dois dias depois, os Bruins estabeleceram o novo recorde de pontos em uma única temporada (133), quando derrotaram o Washington Capitals, e encerraram a temporada com 65 vitórias e 135 pontos. Os Bruins perderam para o Florida Panthers em sete jogos na primeira rodada dos playoffs, após perderem uma vantagem de 3-1 na série.
Na temporada de 2023-24, os Bruins terminaram em segundo lugar na Divisão do Atlântico com 109 pontos. Na primeira rodada dos playoffs, os Bruins eliminaram o Toronto Maple Leafs em sete jogos, mas na segunda rodada foram eliminados novamente pelos campeões da Stanley Cup, o Florida Panthers, desta vez em seis jogos.

## Informações

### Uniforme
Para a temporada centenária de 2023-24, os Bruins lançaram um novo conjunto de uniformes, junto com um logo comemorativo apresentando o moderno logo "Spoked B" sem o círculo externo dourado e as bordas pretas nos raios e no "B", se assemelhando de perto ao design original usado de 1949 a 1995. O uniforme branco exibia este logo mencionado, enquanto o uniforme preto mostrava uma versão invertida com o "B" e o círculo em dourado, rodeados por raios pretos. O dourado usado nos uniformes principais era uma tonalidade mais clara chamada "dourado centenário", em vez do tradicional dourado amarelo, que permaneceu em uso para fins promocionais. Além disso, as três listras douradas em cada manga representavam as seis Stanley Cups que a equipe conquistou, com detalhes de listras finas pretas e listras grossas brancas.

### Donos
O fundador da equipe, Charles Adams, foi proprietário do time até 1936, quando transferiu suas ações para seu filho Weston Adams, o gerente geral e sócio minoritário Art Ross, e o sócio minoritário Ralph Burkard. Weston Adams permaneceu como proprietário majoritário até 1951, quando a Boston Garden-Arena Corporation adquiriu o controle majoritário da equipe. Sob a gestão da Boston Garden-Arena Corporation, o fundador do Boston Celtics, Walter A. Brown, dirigiu a equipe de 1951 até sua morte em 1964. Após a morte de Brown, Weston Adams retornou ao cargo de presidente da equipe. Em 1969, ele foi sucedido por seu filho, Weston Adams Jr.
Em 7 de dezembro de 1973, a Storer Broadcasting e a Garden-Arena Corporation concordaram com uma fusão que resultou na Storer adquirindo 100% dos Bruins. Adams permaneceu como presidente da equipe. Em agosto de 1975, a Storer Broadcasting vendeu a equipe para um grupo de proprietários liderado por Jeremy Jacobs. Ele teve que prometer manter Bobby Orr como condição da compra. Os Bruins e Orr chegaram a um acordo verbal com Jacobs durante o verão de 1975, incluindo um acordo controverso para Orr adquirir 18,5% dos Bruins após encerrar sua carreira como jogador. O acordo estava sujeito à verificação de questões legais e à aprovação da liga. No entanto, o agente de Orr rejeitou o acordo.
Jacobs representa o clube no conselho de governadores da NHL e serve no seu comitê executivo, além de presidir o comitê financeiro. Na reunião do conselho de governadores da NHL em junho de 2007, Jacobs foi eleito presidente do conselho, substituindo Harley Hotchkiss, do Calgary Flames, que renunciou após 12 anos no cargo. Jacobs frequentemente é listado pela Sports Business Journal como uma das pessoas mais influentes nos esportes em sua pesquisa anual, assim como pela The Hockey News. Sua empresa é proprietária do TD Garden e ele é parceiro de John Henry, proprietário do Boston Red Sox da Major League Baseball (MLB), na New England Sports Network (NESN).
Após Jacobs assumir como proprietário em 1975, os Bruins têm sido competitivos, indo para os playoffs por 29 temporadas consecutivas, de 1967-68 a 1995-96. No entanto, eles conquistaram a Stanley Cup apenas uma vez, em 2011, no seu 36º ano como proprietário. Sob donos anteriores, os Bruins haviam vencido cinco vezes a Stanley Cup. Sob o comando de Jacobs, os Bruins chegaram sete vezes às finais da Stanley Cup. A gestão de Jacobs da equipe no passado lhe rendeu posições na lista da ESPN de "Os Piores Proprietários nos Esportes" e no número 7 da lista de "Os Proprietários Mais Gananciosos nos Esportes" de 2005. A Sports Illustrated sugeriu que o lendário defensor Ray Bourque, que frequentemente "atraiu a ira da NHLPA por sua disposição de renovar com Boston com negociações mínimas ao longo dos anos" ao invés de estabelecer "o ponto alto para os salários de defensores", solicitou e recebeu uma troca em 2000, já que as "maneiras duras e gastadoras" da equipe significavam que ele teria que se mover para conseguir sua elusiva Stanley Cup (Bourque detém o recorde de mais jogos disputados antes de conquistar o título). Antes do Acordo Coletivo de 2005, os fãs sentiam que a gestão da equipe não estava disposta a gastar para conquistar a Stanley Cup.
Desde 2005, a imagem pública de Jacobs melhorou à medida que ele investiu na equipe e reconstruiu o escritório executivo para tornar o time mais competitivo. Os Bruins foram o segundo time mais bem classificado na NHL na temporada 2008-09 e foram o time de melhor colocação no Leste. Com uma mudança completa na gestão, incluindo o ex-gerente geral Peter Chiarelli - que perdeu seu cargo nos Bruins em 15 de abril de 2015, com a contratação de Don Sweeney em 20 de maio - o assistente de longa data na gerência da equipe. Sweeney e o presidente da equipe, Cam Neely, continuaram trabalhando com o treinador de maior tempo de serviço nos Bruins, Claude Julien, até sua demissão em 7 de fevereiro de 2017, com Bruce Cassidy sendo contratado como treinador interino após a demissão de Julien - Cassidy se tornaria o treinador permanente dos Bruins a partir de 26 de abril de 2017. Neely tem continuado como presidente da equipe desde a última vitória dos Bruins na Stanley Cup em 2011. Os administradores atuais no escritório executivo dos Bruins são:
- Jeremy Jacobs: Dono
- Charlie Jacobs: CEO
- Don Sweeney: General Manager
- Cam Neely: Presidente
- Harry Sinden: Assessor Sênior do Proprietário

### Mascote e música
Blades the Bruin é um urso antropomórfico que serve como mascote do time dos Bruins. Em janeiro e fevereiro, Blades viaja pela área metropolitana de Boston para arrecadar fundos para a Bruins Foundation. Em uma parte significativa dos anúncios recentes do time na TV e online, um personagem ursino antropomórfico diferente, conhecido simplesmente como "The Bear", aparece na publicidade oficial dos Bruins.
Quando a estação de televisão de Boston WSBK-TV começou a transmitir os jogos dos Bruins em 1967, a versão instrumental de rock da abertura do Quebra-Nozes pelos The Ventures, conhecida como "Nutty", foi selecionada como a música de abertura para as transmissões dos Bruins. A música "Nutty" tem sido identificada com os Bruins desde então.
No gelo, "Paree", uma música de sucesso dos anos 1920 escrita por Leo Robin e Jose Padilla, foi tocada como instrumental de órgão por décadas, geralmente quando os jogadores entravam na arena pouco antes do início de cada período e, por muitos anos, após cada gol dos Bruins. Ela foi introduzida por John Kiley, o organista dos Bruins dos anos 1950 até os anos 1980. Em 1998, a versão de John Kiley de "Paree" foi substituída como a música de gol; "Kernkraft 400 (Sport Chant Stadium Remix)" de Zombie Nation é a atual.

## Títulos
Copa Stanley:
- 1928-29, 1938-39, 1940-41, 1969-70, 1971-72, 2010-11

Presidents' Trophy
- 1989-90, 2013-14, 2019–20, 2022–23

Troféu Prince of Wales
- 1927-28, 1928-29, 1929-30, 1930-31, 1932-33, 1934-35, 1937-38, 1938–39, 1939–40, 1940–41, 1970-71, 1971-72, 1973-74, 1987–88, 1989-90, 2010-11, 2012-13, 2018–19

Títulos da Conferência Leste
- 1987-88, 1989-90, 2010-11, 2012-13

Títulos de Divisão
- 1927-28, 1928-29, 1929-30, 1930-31, 1932-33, 1934-35, 1937-38, 1970-71, 1971-72, 1973-74, 1975-76, 1976-77, 1977-78, 1978-79, 1982-83, 1983-84, 1989-90, 1990-91, 1992-93, 2003-04, 2008-09, 2010-11, 2011-12, 2013-14

## Jogadores

### Elenco atual
Dados de 14 de julho, da temporada de 2024-25.
| Goleiros | Goleiros       | Goleiros         | Goleiros | Goleiros  | Goleiros                 |
| Número   |                | Nome             | Luva     | Adquirido | Local de Nascimento      |
| -------- | -------------- | ---------------- | -------- | --------- | ------------------------ |
| 1        | Estados Unidos | Jeremy Swayman   | E        | 2017      | Anchorage, Alasca        |
| 30       | Estados Unidos | Brandon Bussi    | D        | 2022      | Sound Beach, Nova Iorque |
| 80       | Estados Unidos | Michael DiPietro | E        | 2024      | Windsor, Ontário         |
| –        | Finlândia      | Joonas Korpisalo | E        | 2024      | Pori, Finlândia          |

| Defensores | Defensores     | Defensores         | Defensores | Defensores | Defensores | Defensores                 |
| Número     |                | Nome               | Tacada     | Posição    | Adquirido  | Local de Nascimento        |
| ---------- | -------------- | ------------------ | ---------- | ---------- | ---------- | -------------------------- |
| 25         | Estados Unidos | Brandon Carlo      | D          | D          | 2015       | Colorado Springs, Colorado |
| 73         | Estados Unidos | Charlie McAvoy     | D          | D          | 2016       | Long Beach, Nova Iorque    |
| 6          | Estados Unidos | Mason Lohrei       | E          | D          | 2020       | Baton Rouge, Luisiana      |
| 27         | Suécia         | Hampus Lindholm    | E          | D          | 2022       | Helsingborg, Suécia        |
| 79         | Estados Unidos | Michael Callahan   | E          | D          | 2022       | Franklin, Massachusetts    |
| 14         | Canadá         | Ian Mitchell       | D          | D          | 2023       | St. Albert, Alberta        |
| 29         | Canadá         | Parker Wotherspoon | E          | D          | 2023       | Surrey, Colúmbia Britânica |
| 52         | Estados Unidos | Andrew Peeke       | D          | D          | 2024       | Parkland, Flórida          |
| 91         | Rússia         | Nikita Zadorov     | E          | D          | 2024       | Moscou, Rússia             |

| Atacantes | Atacantes       | Atacantes         | Atacantes | Atacantes | Atacantes | Atacantes                      |
| Número    |                 | Nome              | Tacada    | Posição   | Adquirido | Local de Nascimento            |
| --------- | --------------- | ----------------- | --------- | --------- | --------- | ------------------------------ |
| 13        | Estados Unidos  | Charlie Coyle     | D         | C         | 2019      | Weymouth, Massachusetts        |
| 19        | Estados Unidos  | John Beecher      | E         | C         | 2019      | Elmira, New York               |
| 95        | Estados Unidos  | Trevor Kuntar     | E         | C         | 2020      | Buffalo, New York              |
| 72        | Canadá          | Brett Harrison    | E         | C         | 2021      | London, Ontario                |
| 18        | República Checa | Pavel Zacha       | E         | C         | 2022      | Brno, Chéquia                  |
| 26        | Estados Unidos  | Marc McLaughlin   | D         | C         | 2022      | North Billerica, Massachusetts |
| 42        | Rússia          | Georgii Merkulov  | E         | C         | 2022      | Ryazan, Rússia                 |
| 51        | Canadá          | Matt Poitras      | D         | C         | 2022      | Ajax, Ontario                  |
| 38        | Estados Unidos  | Patrick Brown     | D         | C         | 2023      | Bloomfield Hills, Michigan     |
| 63        | Canadá          | Brad Marchand (C) | E         | LW        | 2006      | Halifax, Nova Scotia           |
| 11        | Estados Unidos  | Trent Frederic    | E         | LW        | 2016      | St. Louis, Missouri            |
| 88        | República Checa | David Pastrnak    | D         | RW        | 2014      | Havířov, Chéquia               |
| 39        | Canadá          | Morgan Geekie     | D         | RW        | 2023      | Strathclair, Manitoba          |
| 55        | Canadá          | Justin Brazeau    | D         | RW        | 2024      | Temiskaming Shores, Ontário    |

### Números aposentados
| No.  | Jogador              | Posição | Carreira        | Aposentadoria |
| ---- | -------------------- | ------- | --------------- | ------------- |
| 2    | Eddie Shore          | D       | 1926–40         | 1947          |
| 3    | Lionel Hitchman 1    | D]      | 1925–34         | 1934          |
| 4    | Bobby Orr            | D       | 1966–76         | 1979          |
| 5    | Aubrey "Dit" Clapper | LW, D   | 1927–47         | 1947          |
| 7    | Phil Esposito        | C       | 1967–75         | 1987          |
| 8    | Cam Neely            | RW      | 1986–96         | 2004          |
| 9    | Johnny Bucyk         | LW      | 1957–78         | 1980          |
| 15   | Milt Schmidt         | C       | 1936–55         | 1980          |
| 16   | Rick Middleton       | RW      | 1976–88         | 2018          |
| 22   | Willie O'Ree         | LW      | 1957–58 1960–61 | 2022          |
| 24   | Terry O'Reilly       | RW      | 1972–85         | 2002          |
| 77   | Ray Bourque          | D       | 1979–2000       | 2001          |
| 99 2 | Wayne Gretzky        | C       | -               | 2000          |

Notas:
- 1 Hitchman foi o primeiro profissional da história a ter seu número aposentado por um time.
- 2 Gretzky nunca jogou pela franquia, a NHL retirou seu número 99 de circulação por todos os times.

### Líderes da franquia

#### Temporada regular
Esses são os dez maiores pontuadores da história dos Bruins. Os números são atualizados ao final de cada temporada da NHL.
Notas: GP = Jogos, G = Gols, A = Assistências, Pts = Pontos
| Pontos           | Pontos | Pontos | Pontos | Pontos | Pontos |
| Player           | POS    | GP     | G      | A      | Pts    |
| ---------------- | ------ | ------ | ------ | ------ | ------ |
| Raymond Bourque  | D      | 1518   | 395    | 1111   | 1506   |
| Johnny Bucyk     | LW     | 1436   | 545    | 794    | 1339   |
| Patrice Bergeron | C      | 1294   | 427    | 613    | 1040   |
| Phil Esposito    | C      | 625    | 459    | 553    | 1012   |
| Brad Marchand    | LW     | 1029   | 401    | 528    | 929    |
| Rick Middleton   | RW     | 881    | 402    | 496    | 898    |
| Bobby Orr        | D      | 631    | 264    | 624    | 888    |
| Wayne Cashman    | LW     | 1027   | 277    | 516    | 793    |
| David Krejčí     | C      | 1032   | 231    | 555    | 786    |
| David Pastrnak   | RW     | 674    | 348    | 379    | 727    |

| Gols             | Gols | Gols |
| Player           | POS  | G    |
| ---------------- | ---- | ---- |
| Johnny Bucyk     | LW   | 545  |
| Phil Esposito    | C    | 459  |
| Patrice Bergeron | C    | 427  |
| Rick Middleton   | RW   | 402  |
| Brad Marchand    | LW   | 401  |
| Raymond Bourque  | D    | 395  |
| David Pastrnak   | RW   | 348  |
| Cam Neely        | RW   | 344  |
| Ken Hodge        | C    | 289  |
| Wayne Cashman    | LW   | 277  |

| Assistências     | Assistências | Assistências |
| Player           | POS          | A            |
| ---------------- | ------------ | ------------ |
| Raymond Bourque  | D            | 1111         |
| Johnny Bucyk     | LW           | 794          |
| Bobby Orr        | D            | 624          |
| Patrice Bergeron | C            | 613          |
| David Krejčí     | C            | 555          |
| Phil Esposito    | C            | 553          |
| Brad Marchand    | LW           | 528          |
| Wayne Cashman    | LW           | 516          |
| Rick Middleton   | RW           | 496          |
| Terry O'Reilly   | RW           | 402          |

### Playoffs
| Pontos           | Pontos | Pontos | Pontos | Pontos | Pontos |
| Player           | POS    | GP     | G      | A      | Pts    |
| ---------------- | ------ | ------ | ------ | ------ | ------ |
| Raymond Bourque  | D      | 180    | 36     | 125    | 161    |
| Brad Marchand    | LW     | 157    | 56     | 82     | 138    |
| Patrice Bergeron | C      | 170    | 50     | 78     | 128    |
| David Krejčí     | C      | 160    | 43     | 85     | 128    |
| Phil Esposito    | LW     | 71     | 46     | 56     | 102    |
| Rick Middleton   | RW     | 111    | 45     | 55     | 100    |
| Johnny Bucyk     | D      | 109    | 40     | 60     | 100    |
| Bobby Orr        | LW     | 74     | 26     | 66     | 92     |
| Wayne Cashman    | C      | 145    | 31     | 57     | 88     |
| Cam Neely        | RW     | 86     | 55     | 32     | 87     |

| Gols             | Gols | Gols |
| Player           | POS  | G    |
| ---------------- | ---- | ---- |
| Brad Marchand    | LW   | 56   |
| Cam Neely        | RW   | 55   |
| Patrice Bergeron | C    | 50   |
| Phil Esposito    | LW   | 46   |
| Rick Middleton   | RW   | 45   |
| David Krejčí     | C    | 43   |
| Johnny Bucyk     | D    | 40   |
| David Pastrnak   | RW   | 39   |
| Peter McNab      | C    | 38   |
| Raymond Bourque  | D    | 36   |

| Assistências     | Assistências | Assistências |
| Player           | POS          | A            |
| ---------------- | ------------ | ------------ |
| Raymond Bourque  | D            | 125          |
| David Krejčí     | C            | 85           |
| Brad Marchand    | LW           | 82           |
| Patrice Bergeron | C            | 78           |
| Bobby Orr        | LW           | 66           |
| Johnny Bucyk     | D            | 60           |
| Wayne Cashman    | C            | 57           |
| Craig Janney     | C            | 56           |
| Phil Esposito    | LW           | 56           |
| Brad Park        | D            | 55           |